# Laurent Schmit
Laurent Schmit (Esch-sur-Alzette, 19 de maig de 1924 - ?, 2002) fou un arquitecte luxemburguès, fill de Nicolas Schmit i Marguerite Noesen.

## Obres
- Edifici Robert Schuman del Parlament Europeu a Luxemburg (1970-1973) a Kirchberg, Ciutat de Luxemburg
- Ateneu de Luxemburg a Hollerich, Ciutat de Luxemburg (amb Nicolas Schmit-Noesen i Pierre Grach)
- Museu Nacional de la Resistència a Esch-sur-Alzette (amb Nicolas Schmit-Noesen)
- Església de Belair (1954-1957) a Belair, Ciutat de Luxemburg
- Kredietbank a Ville Haute, Ciutat de Luxemburg